# Sebastian Sorger
Sebastian Sorger (* 26. Juli 1974) ist ein deutscher Filmregisseur.

## Leben
Sorger ist in Ruhpolding aufgewachsen und lebt mit seiner Familie in Traunstein, Landkreis Traunstein. Von 1999 bis 2007 arbeitete er als Regieassistent. Bekannte Produktionen aus dieser Zeitspanne waren beispielsweise Erkan & Stefan (2000), Nirgendwo in Afrika (2001), Episoden der Fernsehserien Das Traumhotel, Schulmädchen, Der Bulle von Tölz, Allein unter Bauern, Die Alpenklinik und SOKO München.
Seit 2008 arbeitet Sorger als Regisseur. Er ist Mitglied der 1998 in München gegründeten Agentur Scenario.

## Filmografie (Auswahl)
- 2008/2009: SOKO 5113
- 2009: Andreas Giebel – Das Beste!
- 2010: Die Bergwacht
- 2010/2011: SOKO 5113
- 2011: Schwabing Sheriffs
- 2012: SOKO 5113
- 2013: Schmidt – Chaos auf Rezept
- 2014: Männer! – Alles auf Anfang
- 2015: Frau Pfarrer & Herr Priester (Spielfilm)
- 2015–2019: Hubert und/ohne Staller (Fernsehserie, 15 Episoden)
- 2016–2020: Der Lehrer (Fernsehserie, 10 Episoden)
- 2016: Lifelines (Pilot)
- 2017: Lena Lorenz – Babyblück hoch drei
- 2017: Lena Lorenz – Mutter für drei Tage
- 2018: Hubert und Staller – Eine schöne Bescherung (Spielfilm)
- 2019: Lena Lorenz – Ein neuer Anfang
- 2019: Lena Lorenz – Kind da, Job weg
- 2020: Lena Lorenz - Retterbaby
- 2020: Lena Lorenz - Hinter Gittern
- 2021: Der Beischläfer (2. Staffel/ 8x30 Min/Amazon Prime)
- 2022: Friedliche Weihnachten (6x25 Min/Amazon Prime)
- 2023: Lena Lorenz – Gegen den Schmerz
- 2024: Lena Lorenz – Vertauscht
- 2024: Lena Lorenz – Harter Bruch
- 2025: Lena Lorenz – Überväter
- 2025: Lena Lorenz – Vor aller Augen